# Кровавая луна (фильм, 1981)
«Кровавая луна» (нем. Die Säge des Todes, дословно — „Пила смерти“),  (исп. Colegialas violadas, дословно — „Изнасилование школьниц“) — англоязычный, совместного производства ФРГ и Испании, фильм ужасов 1981 года режиссёра Хесуса Франко.

## Сюжет
Пять лет назад молодой парень Мигель с обезображенным лицом изнасиловал девушку на одной из вечеринок, после чего убил её, заколов ножницами. Пробыв все эти года в психиатрической лечебнице, Мигель вышел на свободу под опеку своей сестры Мануэлы. Родители Мигеля и Мануэлы на одном из испанских курортов владеют специализированной школой для девушек, в которой обучают иностранным языкам. Мигель вскоре знакомится с одной из учениц школы по имени Анджела, которая сразу же ему понравилась. Однако сестра напоминает ему об имевших место в прошлом нервном срыве и убийстве, из-за которых Мигель был отправлен в психиатрический стационар. Вскоре в школе начинают происходить зверские убийства.

## В ролях
- Оливия Паскаль — Анджела
- Кристоф Мусбруггер — Альваро
- Надя Герганофф — Мануэла
- Александр Вэхтер — Мигель
- Жасмин Лосенски — Инга
- Коринна Дрюс — Лаура
- Анн-Бит Энгелке — Ева
- Питер Экзакоустос — Антонио
- Антония Гарча — Эльвира
- Беатрис Санчо — Ниэто
- Мария Рубио — графиня Мария Гонсалес
- Отто Ретцер — Буэно
- Хесус Франко — доктор

## Другие названия
- Profonde tenebre (Италия/Испания)
- Bloody Moon (Международное название)
- Colegialas violadas (Испания)
- La lune de sang (Франция)
- Sexmord på pigeskolen (Дания)
- Terror y muerte en la universidad (Аргентина)
- The Bloody Moon Murders (Бельгия)
- The Saw of Death (Международное название)

## Факты
- В фильме использовалась, помимо прочей, музыка, написанная композитором Франком Дювалем.